# День відновлення незалежності Литви
День відновлення незалежності Литви є литовським національним святоом, яке відзначається 11 березня в пам'ять про Акт про відновлення Литовської держави, підписаний Установчими зборами в 1990 році. Це одне з трьох головних національних свят Литви, поряд з Днем відновлення державності Литви 16 лютого та Днем державності 6 липня.

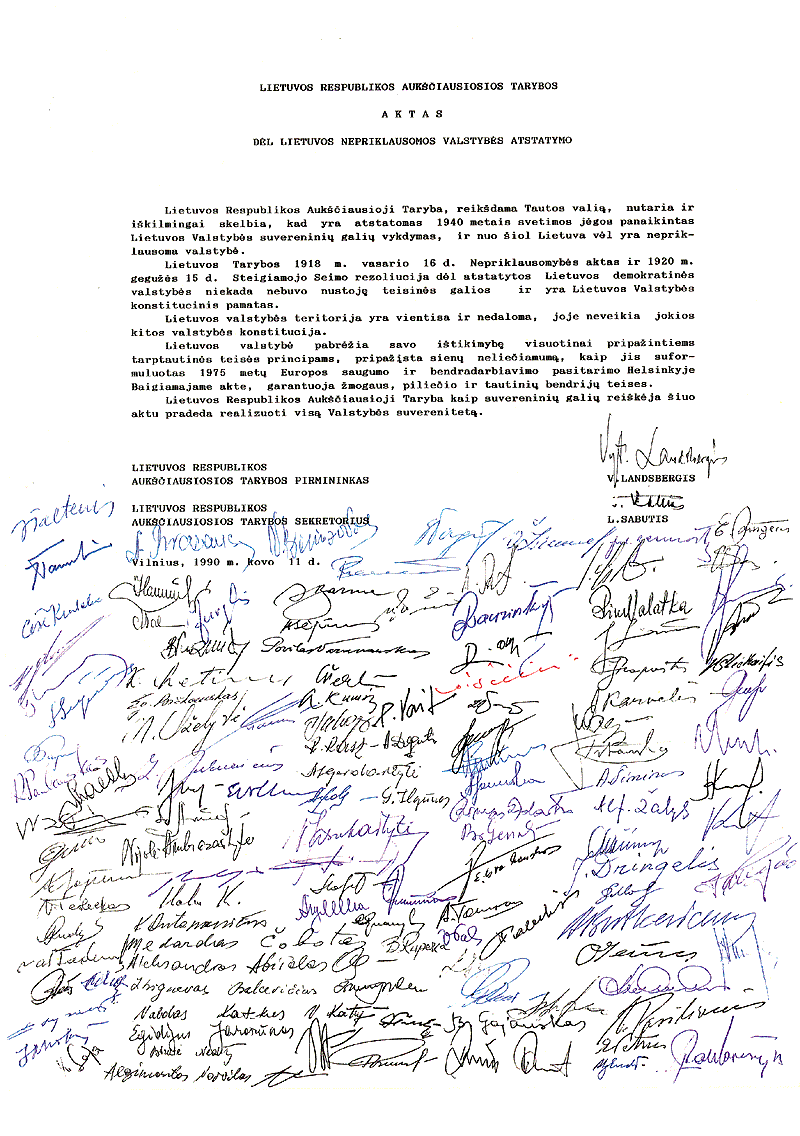
Акт про відновлення незалежності Литви, підписаний 11 березня 1990

## Історичний контекст
15 червня 1940 року Радянський Союз окупував незалежну державу Литву. Під час Другої світової війни, зі зміною лінії фронту, країна була окупована нацистською Німеччиною, щоб у 1944 році знову опинитися в руках СРСР. Відтоді країна намагалася повернути свою фактичну незалежність через збройну партизанську боротьбу в тилу та дипломатичні заходи серед діаспори. Багато західних держав не визнавали окупацію Литви. Початок відродження ознаменувався першим несанкціонованим мітингом, який відбувся біля пам'ятника Адаму Міцкевичу у Вільнюсі в 1987 році. На ньому було засуджено пакт Молотова-Ріббентропа від 23 серпня 1939 року, яким Німеччина та СРСР поділили між собою Європу на сфери впливу.
Намагаючись добитись певних змін в державі, було створено Реформаторський рух Литви, також відомий як «Сонюдіс» Sąjūdis. Його ініціативна група з 35 членів була обрана 3 червня 1988 року. Влітку того ж року РРЛ провів перші багатотисячні мітинги в країні. 22-23 жовтня 1988 року у Вільнюсі відбувся Установчий з'їзд Реформаторського руху Литви. На ньому було обрано Парламент (лит. Сейм) Реформаторського руху Литви та Парламентську раду. 15 лютого 1989 року Сейм зробив свою першу декларацію про те, що його метою є відновлення незалежної демократичної Литовської Республіки.
Через півроку, 23 серпня 1989 року - у 50-ту річницю пакту Молотова-Ріббентропа - РРЛ заявив, що приєднання Литви до СРСР було здійснене незаконно і без жодних правових підстав.
Коли політична атмосфера в СРСР стала більш спокійною, 24 лютого 1990 року відбулися перші вільні і демократичні вибори до Верховної Ради Литовської РСР. Обрані депутати були уповноважені представляти націю

## Декларація про відновлення незалежності
Перше засідання Верховної Ради Литовської РСР розпочалося 10 березня 1990 року вночі. Воно транслювалося в прямому ефірі по радіо і телебаченню. На засіданні було обрано і затверджено Лічильну комісію, Мандатну комісію, секретаріат інавгураційної сесії, а також багато часу було присвячено обговоренню процедури обрання Голови Верховної Ради. Засідання було оголошено закритим об 11 годині вечора.
Ще два засідання відбулися 11 березня. Робота розпочалася о 9 годині ранку і тривала до пізньої ночі. На них головою Верховної Ради було обрано Вітаутаса Ландсбергіса. Також було обрано президію і затверджено повноваження голови Ради міністрів Казімєри Дануте Прунскене.
На третьому засіданні було прийнято пакет з п'яти документів, включаючи тимчасовий органічний закон, який заклав основу для відновлення незалежності. Незалежність Литовської держави була офіційно проголошена о 22:44, за відновлення держави проголосували 124 депутати, 6 осіб утрималися. Проти не було подано жодного голосу.
Депутати, які були присутні на першому засіданні як члени Верховної Ради Литовської РСР, залишили третє засідання як члени демократичного парламенту Литовської Республіки.
СРСР не мав наміру визнавати незалежність Литви. 18 квітня 1990 року він запровадив проти Литви економічну блокаду, припинивши або суттєво обмеживши постачання сировини. Ескалація напруженості досягла піку в січні 1991 року, коли Радянський Союз розмістив свої десантні підрозділи в країнах Балтії; 12 січня бронетехніка з'явилася на вулицях Вільнюса. Тоді натовпи людей зібралися біля Будинку преси, телевежі, будівлі радіо і телебачення та Будинку парламенту, маючи намір мирно захистити незалежність. Під час збройної агресії з боку СРСР 13 січня 1991 року було вбито 14 осіб.
Російська Федерація визнала повну і цілковиту незалежність Литви 29 липня 1991 року, підписавши договір про основи прикордонних відносин з Литвою.

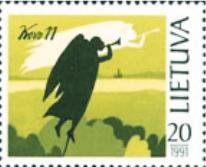
в 1991 році випущена поштова марка

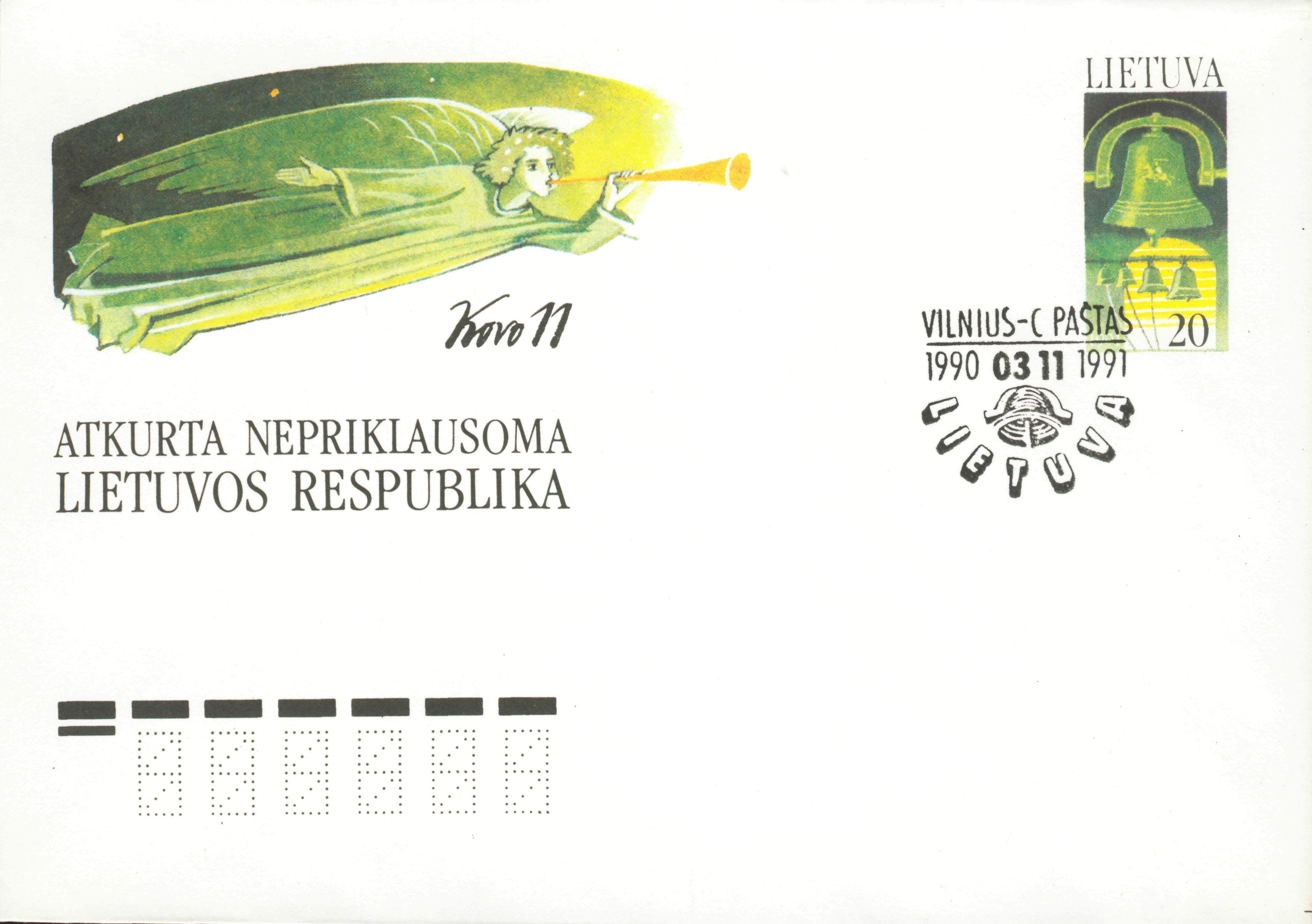
Листівка та поштова марка на честь проголошення незалежності Литви

## Традиції святкування
Починаючи з 1991 року, День відновлення незалежності відзначається урочистим засіданням парламенту, яке зазвичай відбувається в історичній Залі Акту 11 березня.

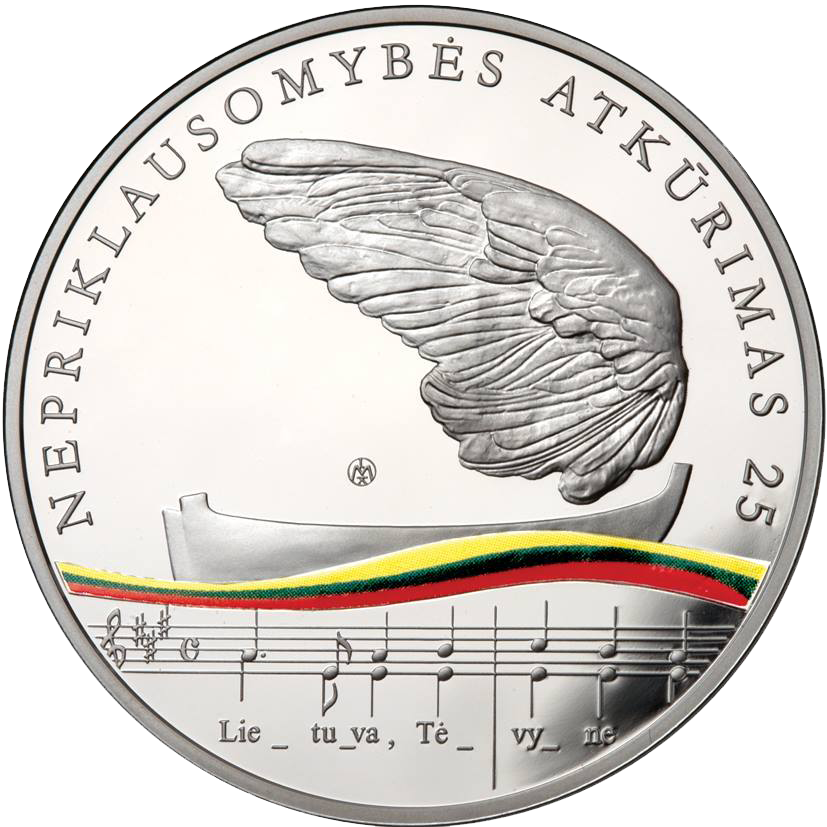
Пам'ятна монета 20 євро Банку Литви (2015), реверс

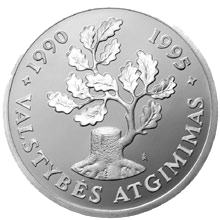
Пам'ятна монета Банку Литви 50 літів (1995)

З 1996 року 11 березня є вихідним днем згідно із Законом «Про святкові дні». Це день, коли країна проводить багато заходів і віддає шану підписантам Акта. Заходи включають паради, концерти, виставки. Під час урочистих зборів молодим дослідникам вручають Державну стипендію незалежності за дослідження, важливі для зміцнення державності Литви.

## Зовнішні посилання
- Вікісховище : Атлас Lithuania.
- The Lithuanian Government, Official site of the Government of the Republic of Lithuania.
- Why Lithuania Celebrates Two Independence Days; Elizabeth Georgian, Culture Trip.